# Хав'єр Аскаргорта
Хав'єр Аскарґорта (ісп. Xabier Azkargorta; нар. 29 вересня 1953, Аспейтія) — іспанський баскський футболіст, що грав на позиції нападника. По завершенні ігрової кар'єри — тренер.

## Ігрова кар'єра
Народився 29 вересня 1953 року в місті Аспейтія. Вихованець юнацьких команд футбольних клубів «Реал Сосьєдад» та «Атлетік Більбао». Проте на вищому рівні Аскаргорта не зіграв жодного офіційного матчу. У 1977 році він був змушений завершити кар'єру футболіста через важку травму правого коліна.

## Кар'єра тренера
Через рік після завершення кар'єри футболіста Хав'єр Аскаргорта тренував команду Терсери «Лагун Онак», потім він очолював інший клуб Терсери «Ауррера» (Віторія). У 1982 році Аскаргорта був призначений головним тренером команди Сегунди Б «Хімнастік» з Таррагони.
У віці 29 років Аскаргорта очолив клуб Прімери «Еспаньйол», що зайняв за підсумками дебютного для молодого тренера сезону в головній іспанській лізі 10-е місце. Наступні два сезони команда під його керівництвом продовжувала грати роль середняка в Ла Лізі. У сезоні 1986/87 Асакаргорта очолював іншого середняка іспанської Прімери «Реал Вальядолід». Далі він без особливих успіхів працював у клубах Ла Ліги «Севілья» та «Тенеріфе», з яких був звільнений ще до закінчення першого сезону. Найбільшим досягненням стало запрошення в «Тенеріфе» молодого аргентинця Фернандо Редондо, який згодом став одним із лідерів мадридського «Реалу» та виграв з ним низку національних і європейських трофеїв.
Після роботи в Іспанії Аскаргорта відправився в Південну Америку, де очолив збірну Болівії, яка під його керівництвом вперше в своїй історія пробилася на чемпіонат світу 1994 року, де зайняли останнє місце у групі. Після турніру Аскаргорта подав у відставку. У 1995 році Хав'єр був призначений головним тренером збірної Чилі, якою керував на Кубку Америки 1995 року в Уругваї, де чилійці посіли останнє місце в своїй групі.
На початку 1997 року став головним тренером японської команди «Йокогама Ф. Марінос» і тренував команду з Йокогами до серпня 1998 року. Під його керівництвом у клубі на дорослому рівні дебютувала майбутня зірка японського футболу Сюнсуке Накамура.
Надалі працював у структурі «Реал Мадрида» і з 2003 року був відправлений до Мексики для догляду за новою спортивною школою «вершкових». Влітку 2005 року Аскаргорту запросили очолити мексиканський клуб «Гвадалахара», втім він був звільнений вже через три місяці роботи з командою й надалі повернувся до роботи у «Реалі». «Королівський клуб» саме підписав угоду про співпрацю з китайським клубом «Бейцзін Гоань» і Аскаргорта був відправлений туди на посаду спортивного директора, а з липня 2008 року став працювати на цій же посаді у «Валенсії».
На початку липня 2012 року, після відставки Густаво Кінтероса Аскаргорта повернувся на посаду головного тренера збірної Болівії. Утім він не зміг повторити успіх свого попереднього приходу і був звільнений 9 березня 2014 року, після того як не зумів вивести збірну на чемпіонат світу 2014 року у Бразилії. На наступний день він підписав контракт з болівійським клубом «Болівар». З командою Аскаргорта двічі виграв чемпіонат Болівії, а також став півфіналістом Кубка Лібертадорес.
14 вересня 2015 року він досяг угоди з керівниками «Орієнте Петролеро», щоб бути тренером цієї команди протягом одного року, втім вже 8 березня 2016 року був звільнений з посади через погані результати.
12 вересня 2016 року Хав'єр став головним тренером іншого місцевого клубу «Спорт Бойз», втім і з ним не досягнеув серйозних результатів, покинувши клуб наступного року.